# 札木停留場
札木停留場（日语：／ Fudagi teiryūjō */?），是位於愛知縣豐橋市札木町、魚町，豐橋鐵道東田本線的電車站。車站編號為4。

## 歷史
- 1925年（昭和元年）7月14日 - 車站啟用[1]。

## 電車站構造
電車站位於共用軌道上，設有2面2線的相對式月台（設有安全島，千鳥式月台）。月台上設有上蓋。當中赤岩口方向的月台位於豐橋市魚町內，站前方向的月台是位於豐橋市札木町（舊東海道一方）。

## 電車站周邊
車站位於舊吉田宿中央位置。
- 山佐竹輪（日语：ヤマサちくわ）總店
- 豐橋閣日進禪寺（日语：豊橋閣日進禅寺）
- 神宮寺（日语：神宮寺 (豊橋市)）
- 悟真寺（日语：悟真寺 (豊橋市)）
- 龍拈寺（日语：龍拈寺）
- 若松園（日语：若松園）
- 愛知情報專門學校（日语：あいち情報専門学校）
- 安海熊野神社
- 狐塚[2]
- 田原街道（日语：国道259号）
- 札木通

## 相鄰電車站
豐橋鐵道
東田本線
新川（3）－札木（4）－市役所前（5）

## 注腳
1. ↑  札木停留場情報 - レール・ブルー（日語）
2. ↑  位於文具店 弘文堂裏庭後院，因此只有在營業日等公眾開放時才能參觀。